# NGC 3846
NGC 3846 este o interacting galaxies⁠(d) situată în constelația Ursa Mare. A fost descoperită în 10 februarie 1831 de către John Herschel.